# Anna Lesko
Anna Lesko (nascida em 10 de janeiro de 1979, em Chisinau, Moldávia) é uma cantora romeno-moldava. Lesko é descendente de ucranianos e viveu na Moldávia até os 17 anos, quando veio para a Romênia, onde vive desde então. Uma de suas paixões é a pintura e suas criações podem ser vistas em seu site oficial. Ela começou sua carreira em 2002 com o single "Ard în flăcări" (Burning in Flames), que foi incluído no álbum "Flăcări" (Flames).
Em 2003 ela lançou um novo álbum intitulado "Inseparabili" (Inseparável), pelo qual recebeu o disco de ouro na Romênia. O terceiro álbum de estúdio do artista "Pentru tine" (For you) foi lançado em 2004 com três singles, o mais bem sucedido dos quais é "Nu mai am timp" (não tenho tempo), escrito por Bogdan Popoiag e Eduard Alexandru. Em 2006 Anna Lesko lançou o single "Anycka Maya", que rapidamente se tornou um sucesso na Romênia.
Em 2013, ela lançou o single "Leagană barca" com Pavel Stratan. Os sucessos de Lesko alcançaram as primeiras posições do Top 40 romeno várias vezes, com "Anicyka Maya" alcançando a segunda posição por um mês em 2005, além de receber uma indicação para "Melhor Canção" no MTV Romania Music Awards 2006. Lesko assinou com a Cat Music em 2007. Depois de assinar, ela lançou o single "1001 Dorințe", que alcançou o Top 40 da Romênia. Em 2020, ela lançou "Ivanko", com Culita Sterp, cujo videoclipe ultrapassou 24 milhões de visualizações no YouTube. No início de sua carreira, ela dublou a voz de Sarah na dublagem romena do filme de animação O Planeta do Tesouro (2002).